# スティーブンフォスターハンデキャップ
スティーブンフォスターステークス（Stephen Foster Stakes）は、アメリカ合衆国のチャーチルダウンズ競馬場にて、毎年6月下旬に開催される競馬の競走である。

## 概要
グレード制ではGIに類される。ダート9ハロンで施行され、出走条件は4歳以上馬。
競走名は、チャーチルダウンズ競馬場のあるケンタッキー州の州歌であり、ケンタッキーダービーの本馬場入場の際にも歌われる「ケンタッキーの我が家」などで有名な作詞・作曲家であるスティーブン・フォスターにちなんだもの。

## 歴史
1982年にスティーブンフォスターハンディキャップとして創設され、2019年からスティーブンフォスターステークスになった。1988年にGIII、1996年にGII、翌年にいったんGIIIに格下げされるも1年でGIIに再昇格、2002年にGIに昇格された。2019年よりGIIに降格されることになったが、2023年よりGIへ再昇格されることになった。同年はチャーチルダウンズ競馬場で競争馬の死亡事故が多発したため、エリスパーク競馬場ダート9ハロンで代替開催されている。

## 近年の勝ち馬
- 2025年 Mindframe
- 2024年 Kingsbarns
- 2023年 West Will Power
- 2022年 Olympiad
- 2021年 Maxfield
- 2020年 Tom's d'Etat
- 2019年 Seeking the Soul
- 2018年 Pavel
- 2017年 Gun Runner
- 2016年 Bradester
- 2015年 Noble Bird
- 2014年 Moonshine Mullin
- 2013年 Fort Larned
- 2012年 Ron the Greek
- 2011年 Pool Play
- 2010年 Blame
- 2009年 Macho Again
- 2008年 Curlin
- 2007年 Flashy Bull
- 2006年 Seek Gold
- 2005年 Saint Liam
- 2004年 Colonial Colony
- 2003年 Perfect Drift
- 2002年 Street Cry
- 2001年 Guided Tour
- 2000年 Golden Missile
- 1999年 Victory Gallop
- 1998年 Awesome Again